# CONCACAF Champions League 2014/15
Die CONCACAF Champions League in der Saison 2014/2015 war die siebte Auflage des Wettbewerbs. Der mexikanische Verein Club América konnte sich im Finale gegen das kanadische Franchise Montreal Impact durchsetzen und die Champions League gewinnen.
Das Turnier begann im Juli 2014 mit der Gruppenphase und endete mit dem Rückspiel des Finals am 29. April 2015. Der Sieger, Club América, qualifizierte sich für die FIFA-Klub-Weltmeisterschaft 2015 als Repräsentant der CONCACAF.
An der Champions League 2014/15 nahmen 24 Mannschaften teil. In der Gruppenphase spielten sie in acht Gruppen zu je drei Mannschaften die acht Teilnehmer für die K.-o.-Runde aus, die dann in Viertel-, Halbfinale und Finale durch direkte Duelle mit Hin- und Rückspiel den Sieger ermittelten.

## Teilnehmerfeld
An der CONCACAF Champions League 2014/15 nahmen 24 Mannschaften teil. Die Mannschaften kamen aus Nordamerika, der Karibik und Zentralamerika.
| - Mexiko (Liga MX – 2013/14) - Club León - Club América - CF Pachuca - Cruz Azul - Vereinigte Staaten (Major League Soccer – 2013) - Sporting Kansas City - New York Red Bulls - Portland Timbers - D.C. United - Kanada (Canadian Championship – 2014) - Montreal Impact - Costa Rica (Primera División) - LD Alajuelense - CD Saprissa - CS Herediano1 - Honduras (Liga Nacional) - Real España - CD Olimpia |  | - Guatemala (Liga Nacional) - CSD Comunicaciones - CSD Municipal - Panama (ANAPROF) - Tauro FC - Chorrillo FC - El Salvador (Primera Divisíon) - AD Isidro Metapán - CD FAS - Nicaragua (Primera División de Nicaragua) - Real Estelí FC - Karibik (CFU Club Championship – 2014) - Bayamón FC - Waterhouse FC - Alpha United |

1 Da Belize kein geeignetes Stadion vorweisen konnte, erhielt Costa Rica als bestes zentralamerikanisches Land des Vorjahres einen dritten Startplatz.

## Gruppenphase (Hauptrunde)
Die Spiele der Gruppenphase fanden von August bis Oktober 2014 statt.

### Gruppe A
| Pl. | Verein      | Sp. | S | U | N | Tore    | Diff. | Punkte |
| --- | ----------- | --- | - | - | - | ------- | ----- | ------ |
| 1.  | Pachuca     | 4   | 3 | 0 | 1 | 017:800 | +9    | 09     |
| 2.  | Municipal   | 4   | 1 | 1 | 2 | 008:120 | −4    | 04     |
| 3.  | Real España | 4   | 1 | 1 | 2 | 005:100 | −5    | 04     |

| 6. August 2014     |     |             |                           |
| Pachuca            | 4:1 | Real España | Estadio Hidalgo           |
| 21. August 2014    |     |             |                           |
| Real España        | 1:1 | Municipal   | Estadio Francisco Morazán |
| 27. August 2014    |     |             |                           |
| Municipal          | 3:7 | Pachuca     | Estadio Mateo Flores      |
| 17. September 2014 |     |             |                           |
| Municipal          | 3:0 | Real España | Estadio Mateo Flores      |
| 24. September 2014 |     |             |                           |
| Pachuca            | 4:1 | Municipal   | Estadio Hidalgo           |
| 22. Oktober 2014   |     |             |                           |
| Real España        | 3:2 | Pachuca     | Estadio Francisco Morazán |

### Gruppe B
| Pl. | Verein               | Sp. | S | U | N | Tore    | Diff. | Punkte |
| --- | -------------------- | --- | - | - | - | ------- | ----- | ------ |
| 1.  | Saprissa             | 4   | 2 | 1 | 1 | 007:400 | +3    | 07     |
| 2.  | Sporting Kansas City | 4   | 2 | 1 | 1 | 007:400 | +3    | 07     |
| 3.  | Real Estelí          | 4   | 0 | 2 | 2 | 002:800 | −6    | 02     |

| 6. August 2014       |     |                      |                               |
| Real Estelí          | 1:1 | Saprissa             | Estadio Independencia         |
| 19. August 2014      |     |                      |                               |
| Real Estelí          | 1:1 | Sporting Kansas City | Estadio Independencia         |
| 26. August 2014      |     |                      |                               |
| Saprissa             | 3:0 | Real Estelí          | Estadio Ricardo Saprissa Aymá |
| 18. September 2014   |     |                      |                               |
| Sporting Kansas City | 3:1 | Saprissa             | Livestrong Sporting Park      |
| 23. September 2014   |     |                      |                               |
| Sporting Kansas City | 3:0 | Real Estelí          | Livestrong Sporting Park      |
| 23. Oktober 2014     |     |                      |                               |
| Saprissa             | 2:0 | Sporting Kansas City | Estadio Ricardo Saprissa Aymá |

### Gruppe C
| Pl. | Verein             | Sp. | S | U | N | Tore    | Diff. | Punkte |
| --- | ------------------ | --- | - | - | - | ------- | ----- | ------ |
| 1.  | Montreal Impact    | 4   | 3 | 1 | 0 | 006:300 | +3    | 10     |
| 2.  | New York Red Bulls | 4   | 1 | 2 | 1 | 003:200 | +1    | 05     |
| 3.  | FAS                | 4   | 0 | 1 | 3 | 002:600 | −4    | 01     |

| 5. August 2014     |     |                    |                   |
| Montreal Impact    | 1:0 | FAS                | Stade Saputo      |
| 20. August 2014    |     |                    |                   |
| FAS                | 2:3 | Montreal Impact    | Estadio Cuscatlán |
| 26. August 2014    |     |                    |                   |
| New York Red Bulls | 2:0 | FAS                | Red Bull Arena    |
| 17. September 2014 |     |                    |                   |
| Montreal Impact    | 1:0 | New York Red Bulls | Stade Saputo      |
| 24. September 2014 |     |                    |                   |
| FAS                | 0:0 | New York Red Bulls | Estadio Cuscatlán |
| 22. Oktober 2014   |     |                    |                   |
| New York Red Bulls | 1:1 | Montreal Impact    | Red Bull Arena    |

### Gruppe D
| Pl. | Verein      | Sp. | S | U | N | Tore    | Diff. | Punkte |
| --- | ----------- | --- | - | - | - | ------- | ----- | ------ |
| 1.  | D.C. United | 4   | 4 | 0 | 0 | 006:100 | +5    | 12     |
| 2.  | Waterhouse  | 4   | 2 | 0 | 2 | 007:500 | +2    | 06     |
| 3.  | Tauro       | 4   | 0 | 0 | 4 | 002:900 | −7    | 0      |

| 7. August 2014     |     |             |                                    |
| Tauro              | 1:2 | Waterhouse  | Estadio Rommel Fernández           |
| 20. August 2014    |     |             |                                    |
| D.C. United        | 1:0 | Waterhouse  | Robert F. Kennedy Memorial Stadium |
| 28. August 2014    |     |             |                                    |
| Waterhouse         | 4:1 | Tauro       | Independence Park                  |
| 16. September 2014 |     |             |                                    |
| Waterhouse         | 1:2 | D.C. United | Independence Park                  |
| 24. September 2014 |     |             |                                    |
| D.C. United        | 2:0 | Tauro       | Robert F. Kennedy Memorial Stadium |
| 21. Oktober 2014   |     |             |                                    |
| Tauro              | 0:1 | D.C. United | Estadio Rommel Fernández           |

### Gruppe E
| Pl. | Verein           | Sp. | S | U | N | Tore    | Diff. | Punkte |
| --- | ---------------- | --- | - | - | - | ------- | ----- | ------ |
| 1.  | Olimpia          | 4   | 3 | 0 | 1 | 012:500 | +7    | 09     |
| 2.  | Portland Timbers | 4   | 3 | 0 | 1 | 015:600 | +9    | 09     |
| 3.  | Alpha United     | 4   | 0 | 0 | 4 | 001:170 | −16   | 0      |

| 5. August 2014     |     |                  |                                 |
| Alpha United       | 0:1 | Olimpia          | Providence-Stadion              |
| 19. August 2014    |     |                  |                                 |
| Alpha United       | 1:4 | Portland Timbers | Providence-Stadion              |
| 28. August 2014    |     |                  |                                 |
| Olimpia            | 6:0 | Alpha United     | Estadio Nacional de Tegucigalpa |
| 16. September 2014 |     |                  |                                 |
| Portland Timbers   | 4:2 | Olimpia          | Providence Park                 |
| 23. September 2014 |     |                  |                                 |
| Portland Timbers   | 6:0 | Alpha United     | Providence Park                 |
| 21. Oktober 2014   |     |                  |                                 |
| Olimpia            | 3:1 | Portland Timbers | Estadio Nacional de Tegucigalpa |

### Gruppe F
| Pl. | Verein      | Sp. | S | U | N | Tore    | Diff. | Punkte |
| --- | ----------- | --- | - | - | - | ------- | ----- | ------ |
| 1.  | Alajuelense | 4   | 1 | 3 | 0 | 004:300 | +1    | 06     |
| 2.  | Cruz Azul   | 4   | 1 | 2 | 1 | 005:300 | +2    | 05     |
| 3.  | Chorrillo   | 4   | 1 | 1 | 2 | 002:500 | −3    | 04     |

| 5. August 2014     |     |             |                               |
| Cruz Azul          | 1:1 | Alajuelense | Estadio Azul                  |
| 19. August 2014    |     |             |                               |
| Chorrillo          | 1:0 | Cruz Azul   | Estadio Maracaná              |
| 28. August 2014    |     |             |                               |
| Alajuelense        | 1:0 | Chorrillo   | Estadio Alejandro Morera Soto |
| 16. September 2014 |     |             |                               |
| Cruz Azul          | 3:0 | Chorrillo   | Estadio Azul                  |
| 25. September 2014 |     |             |                               |
| Chorrillo          | 1:1 | Alajuelense | Estadio Maracaná              |
| 21. Oktober 2014   |     |             |                               |
| Alajuelense        | 1:1 | Cruz Azul   | Estadio Alejandro Morera Soto |

### Gruppe G
| Pl. | Verein         | Sp. | S | U | N | Tore    | Diff. | Punkte |
| --- | -------------- | --- | - | - | - | ------- | ----- | ------ |
| 1.  | Herediano      | 4   | 3 | 1 | 0 | 011:400 | +7    | 10     |
| 2.  | León           | 4   | 2 | 1 | 1 | 010:600 | +4    | 07     |
| 3.  | Isidro Metapán | 4   | 0 | 0 | 4 | 005:160 | −11   | 0      |

| 5. August 2014     |     |                |                                |
| Isidro Metapán     | 2:4 | León           | Estadio Cuscatlán              |
| 21. August 2014    |     |                |                                |
| Herediano          | 4:0 | Isidro Metapán | Estadio Eladio Rosabal Cordero |
| 27. August 2014    |     |                |                                |
| León               | 1:1 | Herediano      | Estadio Nou Camp               |
| 18. September 2014 |     |                |                                |
| Isidro Metapán     | 2:4 | Herediano      | Estadio Cuscatlán              |
| 24. September 2014 |     |                |                                |
| Herediano          | 2:1 | León           | Estadio Eladio Rosabal Cordero |
| 23. Oktober 2014   |     |                |                                |
| León               | 4:1 | Isidro Metapán | Estadio Nou Camp               |

### Gruppe H
| Pl. | Verein         | Sp. | S | U | N | Tore    | Diff. | Punkte |
| --- | -------------- | --- | - | - | - | ------- | ----- | ------ |
| 1.  | América        | 4   | 3 | 1 | 0 | 019:300 | +16   | 10     |
| 2.  | Comunicaciones | 4   | 2 | 1 | 1 | 008:300 | +5    | 07     |
| 3.  | Bayamón FC     | 4   | 0 | 0 | 4 | 002:230 | −21   | 0      |

| 7. August 2014     |      |                |                             |
| Comunicaciones     | 5:0  | Bayamón        | Estadio Cementos Progreso   |
| 19. August 2014    |      |                |                             |
| América            | 6:1  | Bayamón        | Aztekenstadion              |
| 26. August 2014    |      |                |                             |
| Comunicaciones     | 1:1  | América        | Estadio Cementos Progreso   |
| 17. September 2014 |      |                |                             |
| Bayamón            | 1:10 | América        | Estadio Juan Ramón Loubriel |
| 25. September 2014 |      |                |                             |
| Bayamón            | 0:2  | Comunicaciones | Estadio Juan Ramón Loubriel |
| 21. Oktober 2014   |      |                |                             |
| América            | 2:0  | Comunicaciones | Aztekenstadion              |

## Championship Round (K.-o.-Runde)

### Viertelfinale
Die Hinspiele fanden am 24. bis 26. Februar, die Rückspiele am 3. März bis 5. März 2015 statt.
Für das Viertelfinale qualifizierten sich die Gruppensieger aus jeder Gruppe.
Die Spiele wurden nicht ausgelost, sondern über eine Setzliste bestimmt. An die acht Gruppensieger wurden entsprechend ihrer Rangfolge die Startnummern 1 bis 8 vergeben, der beste Gruppensieger erhielt also die 1, der zweitbeste Gruppensieger die 2 usw. Im Viertelfinale spielten dann 1 – 8, 2 – 7, 3 – 6 und 4 – 5, also der beste Gruppenerste gegen den schlechtesten Gruppensieger usw.
| 1                                        | D.C. United     | 12 | 0+5 |
| 2                                        | América         | 10 | +14 |
| 3                                        | Herediano       | 10 | 0+7 |
| 4                                        | Montreal Impact | 10 | 0+3 |
| 5                                        | Pachuca         | 09 | 0+9 |
| 6                                        | Olimpia         | 09 | 0+7 |
| 7                                        | Saprissa        | 07 | 0+3 |
| 8                                        | Alajuelense     | 06 | 0+1 |
| Farblegende: Gruppensieger Gruppensieger |                 |    |     |

|                | Gesamt    |                 | Hinspiel | Rückspiel |
| -------------- | --------- | --------------- | -------- | --------- |
| LD Alajuelense | 6:4       | D.C. United     | 5:2      | 1:2       |
| CD Saprissa    | 0:5       | Club América    | 0:3      | 0:2       |
| CD Olimpia     | 1:3       | CS Herediano    | 1:1      | 0:2       |
| CF Pachuca     | (a)3:3(a) | Montreal Impact | 2:2      | 1:1       |

### Halbfinale
Die Hinspiele des Halbfinales fanden am 17. und 18. März 2015 statt. Die Rückspiele wurden am 7. und 8. April 2015 ausgetragen.
|                 | Gesamt    |                | Hinspiel | Rückspiel |
| --------------- | --------- | -------------- | -------- | --------- |
| Montreal Impact | (a)4:4(a) | LD Alajuelense | 2:0      | 2:4       |
| CS Herediano    | 3:6       | Club América   | 3:0      | 0:6       |

### Finale

#### Hinspiel
| Club América                                                       | Club América | Montreal Impact | Montreal Impact |
| ------------------------------------------------------------------ | --- | --- | --------------- |
| Club América                                                       | \| 22. April 2015 um 20:00 Uhr (CDT) in Mexiko-Stadt (Aztekenstadion) \| \| Ergebnis: 1:1 (0:1) \| \| Zuschauer: 56.783 \| \| Schiedsrichter: Héctor Rodríguez ( Honduras) \| | \| 22. April 2015 um 20:00 Uhr (CDT) in Mexiko-Stadt (Aztekenstadion) \| \| Ergebnis: 1:1 (0:1) \| \| Zuschauer: 56.783 \| \| Schiedsrichter: Héctor Rodríguez ( Honduras) \|                                                                           | Montreal Impact |
| Club América                                                       | Moisés Muñoz – Miguel Samudio, Pablo César Aguilar, Erik Pimentel, Paul Aguilar – Rubens Sambueza , Michael Arroyo, Osvaldo Martínez (46. Oribe Peralta), Cristian Pellerano (70. José Guerrero) – Darío Benedetto (80. Martín Zúñiga), Darwin Quintero Cheftrainer: Gustavo Matosas | Evan Bush – Hassoun Camara (66. Eric Miller), Bakary Soumaré, Laurent Ciman, Donny Toia – Andrés Romero, Nigel Reo-Coker (75. Patrice Bernier), Calum Mallace, Dilly Duka (71. Maxim Tissot) – Ignacio Piatti – Dominic Oduro Cheftrainer: Frank Klopas | Montreal Impact |
| Club América                                                       | 1:1 Oribe Peralta (89.) | 0:1 Ignacio Piatti (16.) | Montreal Impact |
| Club América                                                       | Osvaldo Martínez (45.) | Ignacio Piatti (16.), Dilly Duka (71.), Andrés Romero (88.), Evan Bush (89.) | Montreal Impact |
| 22. April 2015 um 20:00 Uhr (CDT) in Mexiko-Stadt (Aztekenstadion) | | |                 |
| Ergebnis: 1:1 (0:1)                                                | | |                 |
| Zuschauer: 56.783                                                  | | |                 |
| Schiedsrichter: Héctor Rodríguez ( Honduras)                       | | |                 |

#### Rückspiel
| Montreal Impact                                                 | Montreal Impact | Club América | Club América |
| --------------------------------------------------------------- | --- | --- | ------------ |
| Montreal Impact                                                 | \| 29. April 2015 um 20:00 Uhr (EDT) in Montreal (Stade Olympique) \| \| Ergebnis: 2:4 (1:0) \| \| Zuschauer: 61.004 \| \| Schiedsrichter: Henry Bejarano ( Costa Rica) \|                                                                                     | \| 29. April 2015 um 20:00 Uhr (EDT) in Montreal (Stade Olympique) \| \| Ergebnis: 2:4 (1:0) \| \| Zuschauer: 61.004 \| \| Schiedsrichter: Henry Bejarano ( Costa Rica) \| | Club América |
| Montreal Impact                                                 | Kristian Nicht – Donny Toia (71. Maxim Tissot), Laurent Ciman, Bakary Soumaré, Nigel Reo-Coker – Marco Donadel (67. Jack McInerney), Calum Mallace (79. Patrice Bernier) – Dilly Duka, Andrés Romero, Ignacio Piatti – Dominic Oduro Cheftrainer: Frank Klopas | Moisés Muñoz – Miguel Samudio, Pablo César Aguilar, Ventura Alvarado, Paul Aguilar – Rubens Sambueza (87. Osmar Mares), Osvaldo Martínez, José Guerrero, Darwin Quintero (82. José Antonio Madueña) – Darío Benedetto, Oribe Peralta (85. Michael Arroyo) Cheftrainer: Gustavo Matosas | Club América |
| Montreal Impact                                                 | 1:0 Andrés Romero (8.) 2:4 Jack McInerney (89.) | 1:1 Darío Benedetto (50.) 1:2 Oribe Peralta (64.) 1:3 Darío Benedetto (66.) 1:4 Darío Benedetto (81.) | Club América |
| Montreal Impact                                                 | Bakary Soumaré (25.), Andrés Romero (36.), Laurent Ciman (63.), Dominic Oduro (69.) | José Guerrero (28.), Pablo César Aguilar (34.), Osvaldo Martínez (36.), Darío Benedetto (66.) | Club América |
| 29. April 2015 um 20:00 Uhr (EDT) in Montreal (Stade Olympique) | | |              |
| Ergebnis: 2:4 (1:0)                                             | | |              |
| Zuschauer: 61.004                                               | | |              |
| Schiedsrichter: Henry Bejarano ( Costa Rica)                    | | |              |

## Beste Torschützen
Nachfolgend sind die besten Torschützen der CONCACAF Champions-League-Saison aufgeführt.
| Rang | Spieler           | Klub               | Tore |
| ---- | ----------------- | ------------------ | ---- |
| 1    | Darío Benedetto   | CF América         | 7    |
| 1    | Oribe Peralta     | CF América         | 7    |
| 3    | Ariel Nahuelpán   | CF Pachuca         | 5    |
| 3    | Ariel Rodríguez   | CD Saprissa        | 5    |
| 3    | Yendrick Ruiz     | CS Herediano       | 5    |
| 3    | Martin Zuñiga     | CF América         | 5    |
| 7    | Rolando Blackburn | CSD Comunicaciones | 4    |
| 7    | Marco Di Vaio     | Montreal Impact    | 4    |
| 7    | Fabián Espindola  | D.C. United        | 4    |
| 7    | Anthony Lozano    | CD Olimpia         | 4    |